# Vålåssjön
Vålåssjön är en sjö i Hudiksvalls kommun i Hälsingland och ingår i Delångersåns huvudavrinningsområde. Sjön är 11 meter djup, har en yta på 0,347 kvadratkilometer och befinner sig 102 meter över havet.

## Delavrinningsområde
Vålåssjön ingår i det delavrinningsområde (684827-154056) som SMHI kallar för Mynnar i Skogsjön. Medelhöjden är 163 meter över havet och ytan är 10,28 kvadratkilometer. Det finns inga avrinningsområden uppströms utan avrinningsområdet är högsta punkten. Vattendraget som avvattnar avrinningsområdet har biflödesordning 3, vilket innebär att vattnet flödar genom totalt 3 vattendrag innan det når havet efter 52 kilometer. Avrinningsområdet består mestadels av skog (79 procent). Avrinningsområdet har 0,82 kvadratkilometer vattenytor vilket ger det en sjöprocent på 7,9 procent.